# Rothia
Rothia es un género de plantas con flores  perteneciente a la familia Fabaceae. Comprende 40 especies descritas y de estas, solo 6 aceptadas.

## Taxonomía
El género fue descrito por Christiaan Hendrik Persoon y publicado en Synopsis Plantarum 2: 638, [659]. 1807.

## Especies seleccionadas
- Rothia andryaloides
- Rothia argentea
- Rothia artemisiaefolia
- Rothia artemisiifolia
- Rothia carolinensis